# Йован Йоновський
Йован Йоновський (мак. Јован Јоновски; нар. 7 серпня 1971, Скоп'є) — геральдист, герольд і президент Македонського геральдичного товариства, історик, теолог і фізик, найбільш відомий своєю діяльністю в геральдиці, вексилології та фалеристиці.

## Біографія
Йоновскі народився 7 серпня 1971 року в Скоп'є, де закінчив природничо-математичний факультет Інституту фізики. Вивчав теологію в Будапешті, Лондоні та Новому Саді, де здобув ступінь магістра в 2008 році. У 2014 році здобув ступінь магістра історії в Інституті національної історії у Скоп'є. У 2018 році здобув ступінь доктора наук у тому ж закладі на тему "Сонце і лев як символи в геральдиці та вексилології Македонії".
Йоновскі був президентом і герольдом Македонського геральдичного товариства з моменту її створення в 2003 році. (до 2018 р під назвою Македонська геральдична асоціація). Асоційований член Міжнародної академії геральдики, член Міжнародної лицарської комісії, член Комісії з питань декорацій Президента Республіки Македонія, а також член ряду національних геральдичних асоціацій.
Редактор видання "Македонски Хералд", членом редакційної колегії "Херолд" із Софії. Автор виставки "Герби Македонії" в "Музеї Македонії" .

## Книги
- Симболите на Македонија, Скопје: Силсон, 2015. (ISBN 978-608-2190-91-4)
- Илустрирана Библија, Скопје: Библиска лига, 2015. (ISBN 978-608-4678-02-1)
- Историја на евангелско-протестантските цркви во Македонија, Скопје: Изгрев, 2017. (ISBN 978-608-6604-61-5)
- Прирачник за возачи за превоз на опасни материи во меѓународниот патен сообраќај ADR, Скопје: АСУЦ, 2017/ (ISBN 978-9989-145-11-7)
- Сонцето и лавот како симболи во хералдиката и вексилологијата на Македонија, Скопје: Македонско грбословно друштво, 2019. (ISBN 978-608-66337-0-7)
- The Sun and the Lion as Symbols of the Republic of Macedonia: A Heraldic and Vexillological Analysis, Flag Heritage Foundation, Danvers, 2020. (ISBN 978-1-4507-2437-1) [2]
- Историја на евангелско-протестантските цркви во Македонија, каталог на изложба, Скопје: Изгрев, 2021. (ISBN 978-608-6604-66-0)  [3]

Целосна библиографија.